# Joe Marsala
Joseph Francis 'Joe' Marsala (Chicago, 4 januari 1907 - Santa Barbara, 4 maart 1978) was een Amerikaanse jazzmuzikant (klarinet, saxofoon), orkestleider en componist van de oldtimejazz en de swing.

## Biografie
Marsala leerde zichzelf het saxofoonspel en studeerde klarinet bij een klassieke muzikant. Deels met zijn broer Marty, een drummer en trompettist, speelde hij in danszalen en fluistercafés in Chicago. Nu en dan was hij ook lid van de Territory Band van Harold West. In 1929 en 1933 speelde hij bij Wingy Manone en soms ook bij Ben Pollack. In 1935 verhuisde hij naar New York, waar hij met Manone speelde in het Hickory House in de 52nd Street. Na Manone's vertrek naar Chicago in 1936 speelde hij daar met zijn eigen Joe Marsala Orchestra (ook wel Joe and Adele Girard-Marsala Orchestra), dat hij leidde met zijn echtgenote, de harpiste Adele Girard (1913-1993, huwelijk in 1937), met onderbrekingen tot 1948. Hun herkenningsmelodie was Singing the Blues.
Leonard Feather schreef, dat zij tijdens hun jamsessies zondags in het Hickory House eind jaren 1930 meer bijdroegen ter beheersing van de rassenbarrière in jazzbands dan terzelfder tijd Benny Goodman. In 1945 nam hij ook op met Dizzy Gillespie. Van de Marsala-band bestaan opnamen van 1939 tot 1942 (b.v. Decca Records, 1941). Marsala nam tijdens deze periode ook op onder de namen Joe Marsala and his Delta Four, Joe Marsala and his Chosen Seven en Joe Marsala and his Chicagoans. Tot de band behoorden aanvankelijk Eddie Condon, Joe Bushkin en Red Allen. Nu en dan speelden ook Buddy Rich, Shelly Manne (die in 1940 kwam voor Dave Tough), de gitarist Carmen Mastren, Marty Marsala (als trompettist), Bobby Hackett, Roy Eldridge en Max Kaminsky in het incidenteel tot bigband uitgebreide orkest. In 1945 ontstonden sextet-opnamen voor Black & White Records en Musicraft Records.
Aan het eind van het bigbandtijdperk rond 1945 verminderden de mogelijkheden tot optreden. Van 1949 tot 1953 woonde Marsala in Colorado. In Aspen schreef hij een musical, dat ook werd opgevoerd in Denver. In 1954 keerde hij terug naar New York en richtte hij de muziekuitgeverij Beatrice Music op. Hij schreef songs voor onder andere Frank Sinatra en Patti Page. Tot zijn hits tellen Little Sir Echo (dat hij in zijn bigband zong met zijn echtgenote), Don't Cry Joe (voor Sinatra), And so to sleep again (voor Patti Page). Eind jaren 1960 speelde hij weer met zijn echtgenote Adele Girard (aan de harp en piano) in clubs.

## Overlijden
Joe Marsala overleed in maart 1978 op 71-jarige leeftijd.